# 罗伯特·考特尼 (新西兰田径运动员)
罗伯特·考特尼（英語：Robert Courtney，1959年4月27日—2016年1月28日），新西兰男子田径运动员。他曾代表新西兰参加1984年夏季残疾人奥林匹克运动会田径比赛，获得一枚金牌和一枚铜牌。